# Jakapil
Jakapil kaniukura
Genre
Espèce
Jakapil (signifiant « porteur de bouclier » en puelche) est un genre fossile de dinosaures Thyreophora basal de la formation de Candeleros (en) en Argentine. L'espèce type et fossile est Jakapil kaniukura.

## Découverte et dénomination

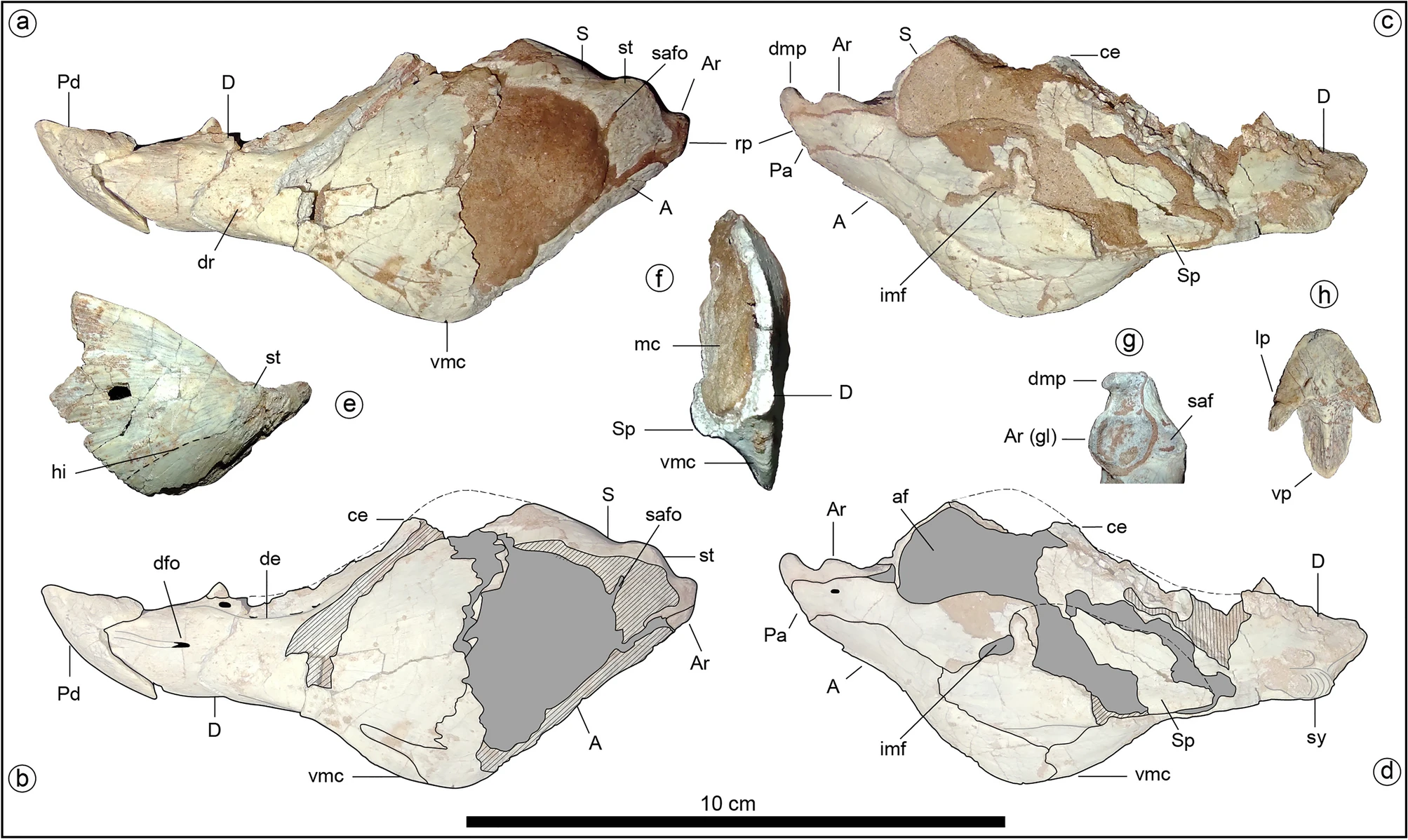
Mâchoire inférieure.

L'holotype, MPCA-PV-630, est un squelette partiel comprenant plusieurs ostéodermes et une mâchoire inférieure complète, qui ont été découverts sur un terrain appartenant à la famille Mariluan en 2012 et fouillés entre 2014 et 2019/2020. Les découvertes ont été préparées par L. Pazo et J. Kaluza. Le nom générique, « Jakapil », est dérivé de « Ja-Kapïl », un mot puelche signifiant « porteur de bouclier ». C'est également la signification littérale du nom du clade Thyreophora. Le nom spécifique, « kaniukura », signifie « pierre de crête » en mapudungun, en référence à sa mâchoire unique et profonde.

## Description
Jakapil représente un morphotype nouveau parmi les Thyreophora, comprenant, entre autres, la présence d'un os prédentaire (absent ou cartilagineux chez les autres Thyreophora basaux), de grands ostéodermes bas, et une posture bipède, similaire à celle de Scutellosaurus. Ses descripteurs estiment qu'il mesurait moins de 1,5 mètre de long et pesait de 4,5 à 7 kilogrammes, d'après la circonférence fémorale.

## Classification
En raison d'une combinaison de caractéristiques observées chez les Ornithischia basaux, les Thyreophora basaux et les Ankylosauria, une analyse phylogénétique l'a placé, selon la plupart des matrices de données, comme un Thyreophora basal, en dehors du clade Eurypoda. Facundo J. Riguetti et al. (2022) suggèrent que Jakapil représente un membre d'un clade de Thyreophora précédemment inconnu. Ce clade pourrait avoir divergé du reste des Thyreophora au cours du Sinémurien.
|          | Jakapil                                                      |
|          |                                                              |
| Eurypoda | \| \| Stegosauria \| \| \| \| \| \| Ankylosauria \| \| \| \| |
|          | \| \| Stegosauria \| \| \| \| \| \| Ankylosauria \| \| \| \| |
|          | Stegosauria                                                  |
|          |                                                              |
|          | Ankylosauria                                                 |
|          |                                                              |

|  | Stegosauria  |
|  |              |
|  | Ankylosauria |
|  |              |

|          | Jakapil                                                      |
|          |                                                              |
| Eurypoda | \| \| Stegosauria \| \| \| \| \| \| Ankylosauria \| \| \| \| |
|          | \| \| Stegosauria \| \| \| \| \| \| Ankylosauria \| \| \| \| |
|          | Stegosauria                                                  |
|          |                                                              |
|          | Ankylosauria                                                 |
|          |                                                              |

|  | Stegosauria  |
|  |              |
|  | Ankylosauria |
|  |              |

|          | Jakapil                                                      |
|          |                                                              |
| Eurypoda | \| \| Stegosauria \| \| \| \| \| \| Ankylosauria \| \| \| \| |
|          | \| \| Stegosauria \| \| \| \| \| \| Ankylosauria \| \| \| \| |
|          | Stegosauria                                                  |
|          |                                                              |
|          | Ankylosauria                                                 |
|          |                                                              |

|  | Stegosauria  |
|  |              |
|  | Ankylosauria |
|  |              |

|          | Jakapil                                                      |
|          |                                                              |
| Eurypoda | \| \| Stegosauria \| \| \| \| \| \| Ankylosauria \| \| \| \| |
|          | \| \| Stegosauria \| \| \| \| \| \| Ankylosauria \| \| \| \| |
|          | Stegosauria                                                  |
|          |                                                              |
|          | Ankylosauria                                                 |
|          |                                                              |

|  | Stegosauria  |
|  |              |
|  | Ankylosauria |
|  |              |

Le statut de Jakapil en tant que Thyreophora a été contesté par certains chercheurs ; la paléontologue Susannah Maidment du Natural History Museum de Londres a suggéré qu'il pourrait s'agir d'un Ceratopsia basal et blindé (d'après l'anatomie de la mâchoire), ou qu'il pourrait même appartenir à un clade d'Ornithischia entièrement distinct et inconnu jusqu'alors.

## Paléobiologie
À la lumière de son museau droit et étroit, Riguetti et al. (2022) suggèrent que Jakapil n'utilisait pas ses dents et ses mâchoires pour cisailler les feuilles, mais qu'il transformait probablement la matière végétale coriace par mastication, comme le prouve la forte usure des dents.

## Paléoenvironnement
La formation de Candeleros est interprétée comme un ancien désert connu sous le nom de désert de Kokorkom, avec quelques oasis, et ses fossiles représentent un assemblage faunique typique des écosystèmes du Crétacé moyen dans les vestiges occidentaux du Gondwana. Les autres animaux de cette formation comprennent les Rhynchocephalia Tika et Priosphenodon, le serpent Najash, le mammifère Cronopio dentiacutus, les Theropoda Alnashetri, Buitreraptor, Ekrixinatosaurus et Giganotosaurus, ainsi que les Sauropoda Andesaurus et Limaysaurus.